# Закон про підозрілих
Закон про підозрілих (фр. Loi des suspects) — назва прийнятого у Франції, в період революційного терору, декрету від 17 вересня 1793 року (фр. Décret du 17 septembre 1793 relatif aux gens suspects). Він застосовувався до так званих «підозрілих» осіб. Цю постанову конвенту було прийнято стараннями Філіпа Мерлена та Жана Жака Камбасереса
Закон анульовано у жовтні 1795 року, під час дії Директорії.

## Передісторія
- Про події терору 1792 року у відношенні «підозрілих» — див. вересневі вбивства;
- про події 1793 року — диктатура якобінців і терор.

Та роль, яку грав в Парижі Комітет громадської безпеки, на місцях була покладена на революційні комітети. Дантон прямо це висловив, назвавши завданням комітетів встановлення диктатури громадян, які підтримували свободу, над підозрілими. Жак Бійо-Варенн уподібнив комітети дамокловому мечу, який мав висіти над кожним підозрілим громадянином на всій території держави. З цією метою конвент декретом 21 березня 1793 року наказав заснувати в кожній комуні або в кожній секції комітету з 12 членів, який мав опікуватися обранням громадян. Він повинен був називатися наглядовим комітетом і мати нагляд над приїжджими з правом вимагати їх вигнання з території республіки.
Паризькі комітети незабаром перевищили свої повноваження, почали проводити арешти і називати себе революційними комітетами. Декретом 28 травня конвент заборонив цю назву, але вона збереглася та 5 вересня було — за пропозицією Бертарна Барера — визнано конвентом.
Після перемоги монтаньярів над жирондистами в багатьох департаментах виникли, на зразок паризького, комітети громадського порятунку. Декрет 4 червня визнав їх існування, але два дні потому всі ці комітети, злилися з революційними та були підпорядковані Комітету громадського порятунку. 5 вересня всім членам цих комітетів був призначений щоденний пайок 3 франки, і за ними було визнане присвоєне ними право відбирати зброю (тобто проводити домашні обшуки) і заарештовувати всіх підозрілих людей.

## Історія

### Закон
«Закон про підозрілих» (17 вересня 1793 року, опублікований 19 вересня; текст) розширив це право і поклав на революційний комітет обов'язок складати списки всіх підозрілих, опечатувати їх документи та заарештовувати їх.
Начальників збройної сили зобов'язали проводити арешти за наказом комітетів під страхом звільнення зі служби. Паризькі комітети ув'язнювали без пояснення причин.

### Опозиція закону
Проти закону повстав 18 жовтня в конвенті Лекуантр і домігся постанови конвенту, яка зобов'язувала комітети повідомляти заарештованим копію протоколу про арешт з викладенням мотивів, щоб надати ним та їх сім'ям можливість звернутися до комітету загальної безпеки, який міг би затвердити або скасувати акт про арешт.
Революційні комітети опротестували в конвенті цю постанову, посилаючись, між іншим, на те, що санкюлоти, які входили до тих комітетів, неминуче будуть робити в протоколах мимовільні помилки, якими скористаються контрреволюціонери. Конвент передав справу на розгляд комітету загальної безпеки, який прийняв сторону революційних комітетів.
Лекуантр протестував; його підтримав дантонист П'єр Філіпо. На підтримку терористично налаштованих учасників виступив Робесп'єр із заявою, що декрет «привів у відчай патріотів. Ці прості і добрі люди, незнайомі з хитрощами формалістики, втратили свою старанність. Справа не в тому, щоб судити, а в тому, щоб знищувати». Конвент і на цей раз послухався Робесп'єра і відмінив власну постанову.

### Наслідки закону
Незадовго до падіння Робесп'єра число ув'язнених за законом про підозрілих становило, за списками Комітету громадської безпеки, близько 400 тис. Зразком може служити в'язниця в Аррасі, де перебували в ув'язненні торговець вугіллям з дружиною і 7 дітьми від 7 до 17 років, вдова з 4 малолітніми дітьми, інша вдова-дворянка з 9 дітьми 9, 6 дітей без батька і матері.
Підозрілі утримувалися в поганих умовах. Лише в Нанті з 13 тис. ув'язнених 3 тис. померло від тифу та поганого харчування; в Страсбурзі з 90 ув'язнених довелося протягом тижня перевести 66 осіб до лікарні.
Доходи з секвестрованого (конфіскованого) майна «підозрілих» обчислювалися сотнями мільйонів франків.